# Siyov
Siyov è un comune dell'Azerbaigian situato nel distretto di Lerik. Conta una popolazione di 1 120 abitanti.